# 马萨莱翁
马萨莱翁，是西班牙阿拉贡自治区特鲁埃尔省的一个市镇。总面积86平方公里，总人口604人（2001年），人口密度7人/平方公里。